# 觸不可及 (漫畫)
觸不可及 unTOUCHable（韓語： unTOUCHable）是一部韓國網絡漫畫，由漫畫家massstar所繪，2014年開始於NAVER Webtoon連載。

## 劇情簡介
模特兒李詩雅是一個女性現代吸血鬼，她必須跟人類進行身體接觸並吸收能量，以維持生命。對擁有美麗外貌的李詩雅來說，跟男人進行身體接觸本是一件輕而易舉的事，直至她遇到患有潔癖症的男性人類申志浩。申志浩擁有比任何男人還要新鮮及乾淨的力量，李詩雅自從一次意外觸碰到他的手並吸收他身上的能量後，就非常渴望能再次吸收，可是由於他的潔癖症，李詩雅就連一次簡單的握手都沒能做到。不願輕易放棄的李詩雅，為了治好他的潔癖症並吸收他身上的能量，逐漸走進他的生活。隨著時間推移，兩人之間漸漸產生微妙的感情。

## 登場人物

### 主要角色
李詩雅（이시아）
22歲。本作女主角，現代吸血鬼，有一個弟弟和一個姊姊。跟酷劉是關係很好的青梅竹馬。
希望自己為了吃好吃的東西而生存，不想一輩子拖著教會中大媽的手吸取能量生存，於是離家出走，希望脫離父親的監管。
認為人生只有一次，應好好享受人生，想吃到更美味的食物是正常的追求，認為食物的素質比數量更重要。
一次意外觸碰到申志浩的手，從此對他身上的能量念念不忘，再吸收其他能量都感覺不到味道。
搬屋後住在首爾的massstar大廈，剛巧跟申志浩是鄰居。
得知申志浩患有潔癖症後，希望治好他的潔癖症並吸收他身上的能量。
後來漸漸喜歡申志浩，但本人並不了解自己的心情，直至出現發情反應時才發現自己愛上申志浩。
突然曬到陽光會打噴嚏。
申志浩（신지호）
29歲。本作男主角，人類，小說家，住在首爾的massstar大廈。使用電腦時會戴眼鏡，不會喝酒，只喝一杯就醉倒。
喜歡收集清潔劑，家中的櫃子有大量清潔劑。
因潔癖症而有乾淨的氣息，曾因此而被女吸血鬼跟蹤，並誤以為那人是李詩雅，後因詩雅幫他抓住跟蹤狂而解除誤會。
母親是童話作家，小時候很喜歡聽母親讀童話。8歲時父母離異，撫養權判給了父親，後來父親與一名年輕女子再婚。後母告訴他生母是嫌他骯髒所以拋棄他，導致他不斷洗手，而且一直不跟朋友握手，希望這樣做，母親就會回到自己身邊，漸漸導致其嚴重潔癖症。
不擅長談戀愛，但因為李詩雅對他很好而終於敞開心扉，願意嘗試交往。
酷劉
本作第二男主角，吸血鬼。男子偶像組合奧爾尼茲（오르니즈）的主唱。
跟李詩雅是關係很好的青梅竹馬，喜歡李詩雅，自認是她的結婚對象。15年前跟李詩雅一起看過獅子王，認為她的頭髮很像獅子的鬃毛，從那之後就把她稱為「辛巴（심바）」。
察覺到李詩雅漸漸愛上申志浩，於是經常故意挑釁他，希望他知難而退。

### 其他角色
尹始煥（윤시환）
男性人類，男子偶像組合奧爾尼茲的成員。跟李詩雅及酷劉是朋友，知道他們是吸血鬼。被酷劉當成專用電池，經常吸收其能量。
李牡蘭（이모란）
女性吸血鬼，李詩雅的姊姊，與他人一對上眼就能識透對方的內心。牡蘭神經精神科醫院院長，表面上很關心病人，實際上在不知不覺間握著對方的手吸收對方身上的能量。
李詩雅的父親
男性吸血鬼，教會牧師，嚮往節制與和平，強制女兒在教堂的禮拜中吸取最小能量以維持生命。
對李詩雅打獵活動監視甚嚴，每次她打獵後都要求她寫報告。
知道李詩雅離家出走時非常憤怒，覺得她會在外面闖禍。
羅基
男子偶像組合奧爾尼茲的其中一名成員。
崔俊赫
男性吸血鬼，因為覺得申志浩的能量味道不錯而不斷的靠近他。最後成功吸食他的能量而導致申志浩差點死亡。

## 特殊用語
現代吸血鬼（현대의 뱀파이어）
現代的吸血鬼。經過長年進化後，現代吸血鬼在基因上更接近人類，外表也與人類無異，不再擁有永遠不滅的生命，但仍擁有誘惑異性的美貌基因。
現代吸血鬼不再吸血，只需跟人類進行身體接觸，吸收其身上的能量以維持生命。
這種進食方式更簡單及隱秘，令現代吸血鬼更能輕易地融入人類社會。即使不特意狩獵，也能在日常生活的自然肢體接觸中獲取所需能量。
為了方便地生活，不少吸血鬼都進入娛樂圈，那麼在與粉絲握手時就能吸取能量，也能善用祖先傳下來的美麗外表。
現代吸血鬼不再怕大蒜十字架，但突然接觸陽光還是會感到不適。
對吸血鬼來說，人類各自有不同的能量，所以味道也不同。
每天需要跟人類有十分鐘左右的接觸，以吸取所需能量。雖然餓數天不會死亡，但如果持續一星期以上，生命就會有危險。
也會因為喜好而進食人類的食物，但不能轉化成所需營養。
繁衍種族的慾望比人類更強，如果有了喜歡的對象，就會出現發情反應，情不自禁地觸摸對方，慾望比人類強十多倍。

## 外部連結
- 《觸不可及》 - NAVER Webtoon （页面存档备份，存于）
- （英文）《觸不可及》 - LINE Webtoon （页面存档备份，存于）
- （繁體中文）《觸不可及》 - LINE Webtoon （页面存档备份，存于）